# Andíparos
Andíparos (en grec: Αντίπαρος) és una illa de les Cíclades, situada entre Paros i Despotikó. Té una extensió de 45,182 km², i el 2001 tenia 1.037 habitants.
La seva població principal, anomenada també Andíparos, rep el nom més específic de Kastro (Κάστρο), en referència al castell venecià, a la punta nord-est. Escassos 1.200 m separen la ciutat de l'illa de Paros, mentre que, al sud, un canal de 600 m separa l'illa de Despotikó. Entorn d'Andíparos i la part occidental de Paros hi ha nombroses illes i illots, totes deshabitades: a més de Despitikó, les més petites illes de Strongilí, Tsimindiri, les illes de Panderonisi, Revmatonisi, Kàvuras i Dipló. El punt més elevat és a 293 m.

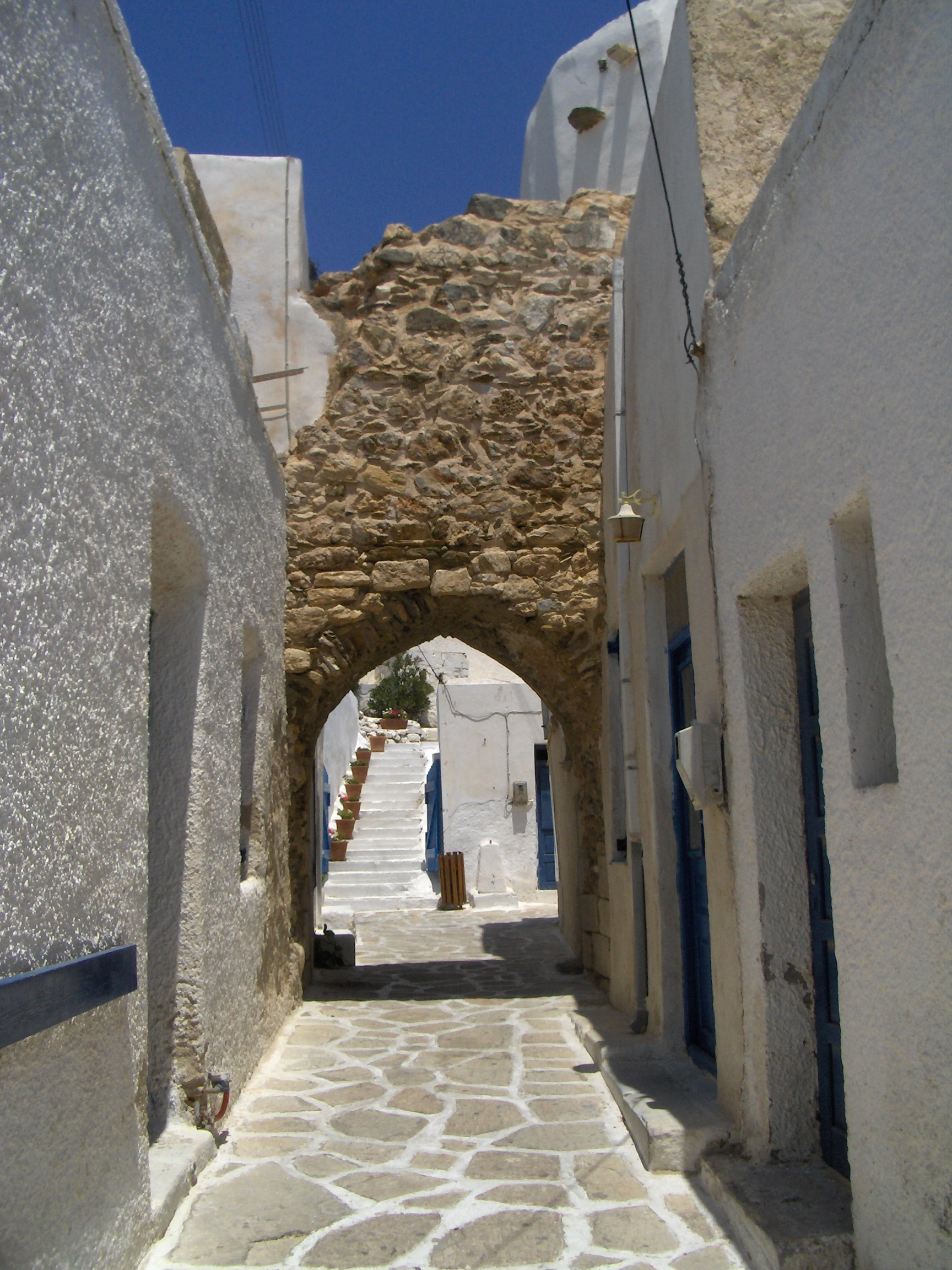
Porta del castell d'Andíparos

A l'antiguitat era anomenada Olíaros (grec antic: Ωλίαρος, llatí: Olearus). Segons Heraclides Pòntic, en aquesta illa s'hi havia establert una colònia fenícia de Sidó, però en realitat sembla que l'illa romangué deshabitada, i sempre depengué de Paros. La vila moderna fou fundada el segle xv, durant el domini venecià, que s'estengué fins a 1566.
Un dels seus atractius turístics és una cova amb estalactites.